# An San
An San (ur. 27 lutego 2001 w Gwangju) – południowokoreańska łuczniczka, potrójna mistrzyni olimpijska z Tokio z 2021, dwukrotna mistrzyni świata.

## Wyniki
Podczas Pucharu Świata w Łucznictwie 2019 w Berlinie zwyciężyła w turniejach indywidualnym i drużynowym. Na Mistrzostwach Azji w Łucznictwie 2019 w Bangkoku zajęła 6. miejsce indywidualnie.
W 2021 podczas wewnętrznych, południowokoreańskich kwalifikacji olimpijskich uplasowała się w pierwszej trójce zawodniczek, co dało jej przepustkę na igrzyska olimpijskie w Tokio.
Igrzyska olimpijskie w Tokio rozpoczęła od pobicia 25-letniego rekordu olimpijskiego Ukrainki Liny Herasymenko w 72 strzałowej rundzie rankingowej, którą wygrała. Następnie wystartowała w trzech turniejach łuczniczych, kolejno w: mikstach (w parze z Kimem Je-deokiem), drużynowym (w drużynie z Jang Min-hee oraz Kang Chae-young) oraz indywidualnym, we wszystkich zdobywając złoty medal. Została tym samym najbardziej utytułowanym reprezentantem Korei Południowej na tych igrzyskach (zdobyła trzy z sześciu złotych medali dla Korei Południowej) oraz najbardziej utytułowanym łucznikiem tych igrzysk.
Występ na Letnich Igrzyskach Olimpijskich 2020:
| Zawodnicy                             | Konkurencja       | Runda rankingowa | Runda rankingowa | 1/32                  | 1/16                          | 1/8                             | Ćwierćfinały                       | Półfinały                             | Finał                                  | Pozycja |
| Zawodnicy                             | Konkurencja       | Wynik            | Pozycja          | Przeciwnik Wynik      | Przeciwnik Wynik              | Przeciwnik Wynik                | Przeciwnik Wynik                   | Przeciwnik Wynik                      | Przeciwnik Wynik                       | Pozycja |
| ------------------------------------- | ----------------- | ---------------- | ---------------- | --------------------- | ----------------------------- | ------------------------------- | ---------------------------------- | ------------------------------------- | -------------------------------------- | ------- |
| An San                                | indywidualnie (k) | 680              | 1.               | Marlyse Hourtou W 6-2 | Ane Marcelle dos Santos W 7-1 | Ren Hayakawa W 6-4              | Deepika Kumari W 6-0               | Mackenzie Brown W 6-5                 | Jelena Osipowa W 6-5                   | 1.      |
| An San, Kim Je-deok                   | mikst             | —                | —                | —                     | —                             | Ruman Shana Diya Siddique W 6-0 | Pravin Jadhav Deepika Kumari W 6-2 | Luis Álvarez Alejandra Valencia W 5-1 | Steve Wijler Gabriela Schloesser W 5-3 | 1.      |
| An San, Kang Chae-young, Jang Min-hee | drużynowy (k)     | —                | —                | —                     | —                             | —                               | Włochy · W 6-0                     | Białoruś · W 5-1                      | Rosyjski Komitet Olimpijski · W 6-0    | 1.      |

## Życie prywatne
Studiuje na Gwangju Women's University w Gwangju.